# Polarisエンターテインメント
Polaris（ポラリス）エンターテインメント(ハングル: (주)폴라리스엔터테인먼트、Polaris Entertainment）は、韓国のソウル特別市城北区に本社を置く芸能事務所。旧社名は日光（イルグァン）ポラリスエンターテインメント（ハングル: (주)일광폴라리스엔터테인먼트）。2006年8月21日設立。

## 概要
同社は、日光グループ創業者イ・ギュテ（이규태、李圭台）の長男イ・ジョンミョン（이종명）が設立した。イ・ジョンミョンは、アメリカに7年間留学した時に、教会でCCM（コンテンポラリー・クリスチャン・ミュージック ）関連の音楽作業をし、知人の紹介で、サックス奏者デニー・ジョン（대니 정）のマネージャーを2年経験した。2005年に、アメリカのペパーダイン大学MBA を卒業して帰国後に、日光ポラリスエンターテインメントを設立した。普段から音楽が好きだったから、「私の好きなもの、多くの人々と共感して呼吸する事業をしてみたい」という気持ちで音楽市場に目を向けた。2018年8月24日に配信された東亜日報のインタビュー記事
におけるイ・ジョンミョンの肩書は「リバイトユナイテッド代表」で、学校法人日光学園の理事長も兼任していると紹介されていた。リバイトユナイテッドは、「ポラリスエンターテインメント」「ブロックベリークリエイティブ」、「ニュータイプイエンティ」の3つのレーベルを指揮する会社で、会社組織は再編された。ポラリスエンターテインメントの社名からは、「日光」の文字が削除された 。
ポラリス代表は、2006年～2009年8月にはイ・ジョンミョン、2010年8月～2012年10月には元・韓国軍機務司令官だったキム・ヨンハン（김영한、金栄漢）、2012年10月～2014年には再びイ・ジョンミョン、2014年以降はイの母親であるユ・スンナム（유순남）が務めている。
創業当初は、俳優とソロ歌手のみが所属していたが、2013年にLadies' Codeをデビューさせたのを皮切りに、女性アイドルグループ（ガールズグループ）の育成・結成を積極的に推進している。2016年には、関連会社ブロックベリークリエイティブから、今月の少女をデビューさせた。
日本のIT企業「Donuts」とは提携関係で、今月の少女における活動資金集めではDonutsも投資した。2017年12月には、「“polaris girls”プロジェクト」と題して、英語、中国語、日本語など流暢な外国語の実力を兼ね備え、ヨーロッパまで全世界市場を念頭に置いたグローバルガールズグループの結成構想を発表した。このプロジェクトにおけるメンバー集めのために、Donutsと共同で、日本では2017年11～12月に、韓国では2018年1月にオーディションを実施した。発表当時は、2018年冬にデビュー予定とされていたが、現時点では実現していない。2019年11月に「イーデイリー」が配信した記事では、女性グループ候補のポラリス練習生が、外部から招へいされた講師から人格教育を受けている様子が報じられた。
2019年9月には、6人の俳優、モデルで構成された、マルチ型アーティストグループ「「トリプルミー（TRIPLE ME,트리플미）」の結成を発表した。メンバーの個人活動を継続しながら、独自のWebドラマ制作、OSTアルバム発売、ファンミーティングなど多様な連携事業を予定していた。
2022年春には経営悪化にともない、全ての所属タレント、練習生が退所し、公式ホームページは閉鎖された。子会社ブロックベリークリエイティブも、今月の少女メンバー全員が専属契約の効力停止を求める訴訟を起こしたことから、活動を停止した。2024年時点では、子会社New Type ENTのみが活動を続けている。

## 保有施設
MY LIVE HALL（마이라이브 홀）
小規模音楽ホール。所在地はソウル特別市江南区のICLビルディング。
MY LIVE RECORDING STUDIO（마이라이브 스튜디오）
レコーディングスタジオ。所在地はMY LIVE HALLと同じ。

## 関連会社
リバイトユナイテッド（리바이트 유나이티드）
2017年9月6日設立。前述したように、ポラリスなどは同社の指揮下にある。
ピエナルクエイティブ（비앤알크리에이티브）
音楽、演劇、映画の人材養成施設「Mアカデミー」を運営。
ニュータイプイエンティ（New Type ENT、뉴타입이엔티）
2014年設立。EDM専門レーベル。音楽プロデューサーのドン・スパイク。1Take（ウォンテク）、TAK（タック）などが所属。音楽出版社でもあり、SMエンターテインメント、JYPエンターテインメント、STARSHIPエンターテインメントなど、業界の大手企業と提携している。
ブロックベリークリエイティブ（Blockberry Creative、블록베리 크리에이티브）
2016年3月22日設立。今月の少女（LOONA）および全グループ内ユニット「1/3」「ODD EYE CIRCLE」「yyxy」、Wonder Girlsの元メンバー・ソネ、IRONなどが所属していた。また、公開練習生（Blockberry Bebez）としてGirls Planet 999に出演していたチェ・イェヨン、リュ・シオン、ジョン・ミンが所属していた。

## 所属歌手・タレント
いずれも末期のものである。

### 男優
- チョン・ホビン（정호빈）[23]

### 女優
- オ・ユナ（오윤아）[24]
- チョン・ジェウン（정재은）[25]
- ナム・ソオク（남소옥）[26]

### 男性ソロ歌手
- ファン・フェジュン（한희준）[27]

### 女性ソロ歌手
- IVY（アイビー、아이비）[28]
- ソネ（元Wonder Girlsメンバー）[29]

Polaris Junior（ポラリスジュニア）
2018年から開始された、有望練習生の公開プロジェクト。公式ホームページでは、「グローバルスター育成プラットフォーム」「演技、ボーカル、ダンス、シンガーソングライター、MC、DJなど様々な分野で活用可能な拡張性のあるアイドルプラットフォーム」と紹介されている 。メンバーは、事務所公式ツイッターなどで公開されていた。
- Polaris Girls：チェ・ハヨン（前述のMIXNINEにも出演）。

### 以前の所属タレント
- キム・テウ（在籍：2007～11年）
- キム・ボムス（在籍：2008～17年）[32]
- Ladies' Code[33]